# Nålhus

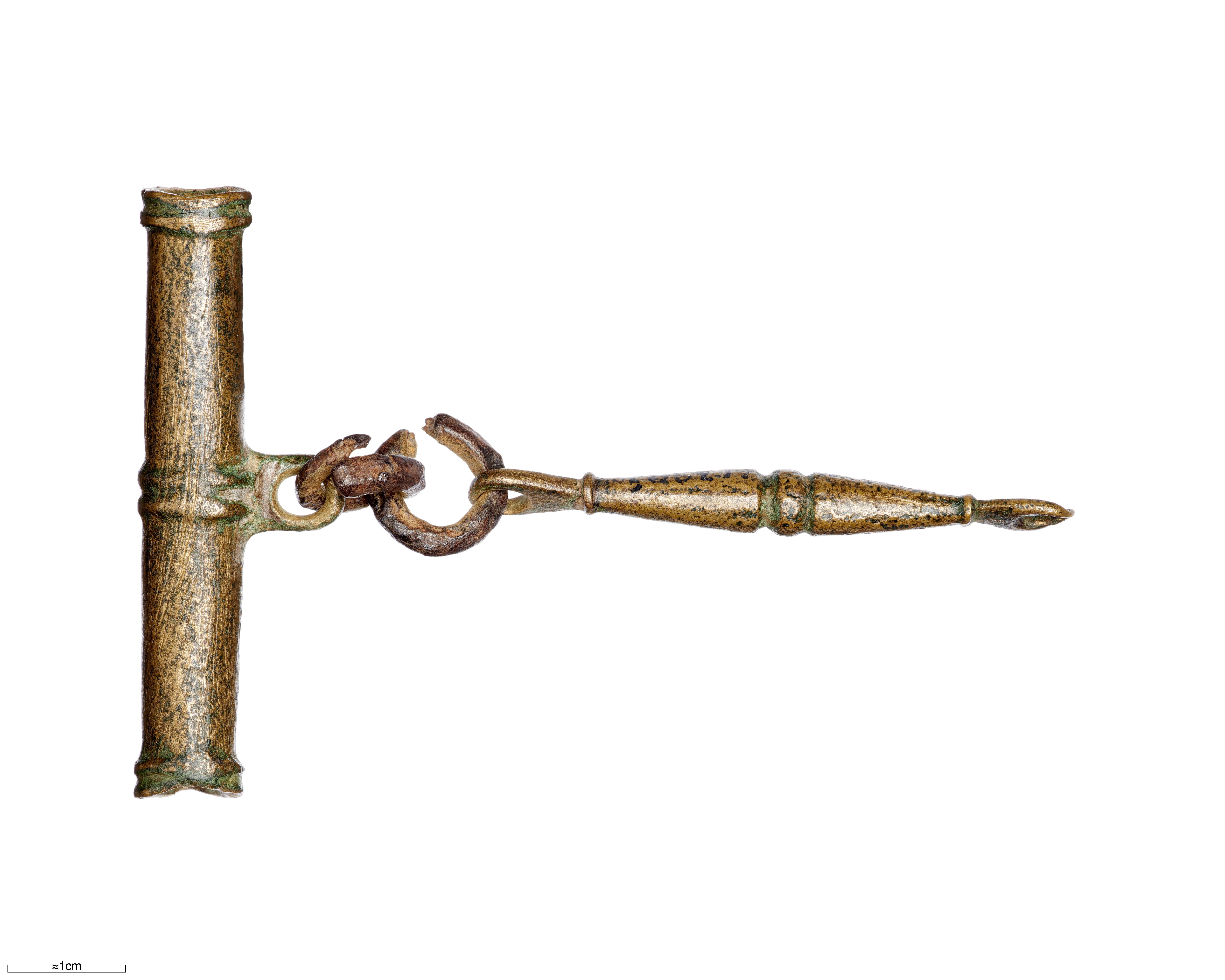
Vikingatida nålhus funnet på Gotland, Historiska museet.

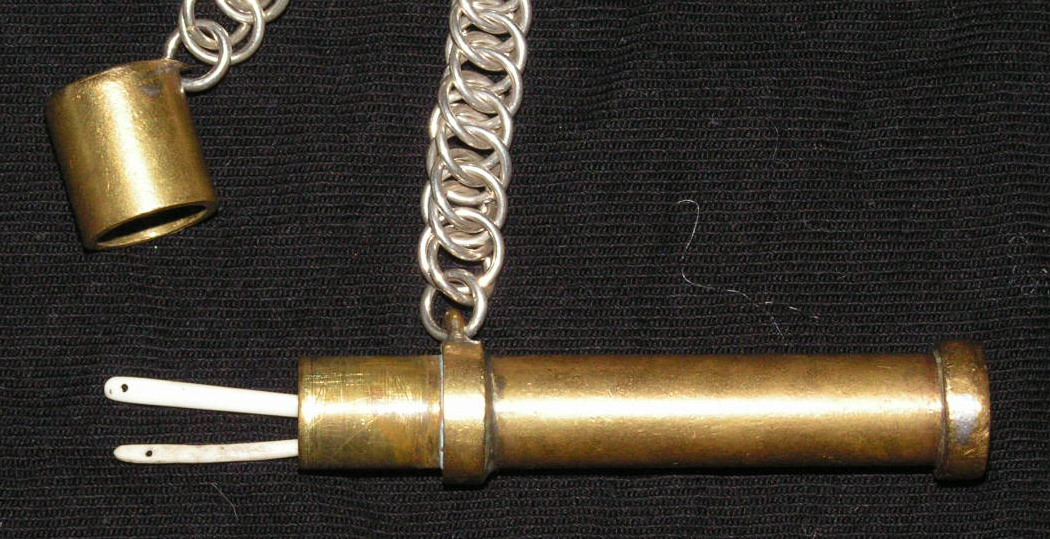
Replika av nålhus efter ett fynd från Staraja Ladoga.

Nålhus med fodral av elfenben, 1600-tal - Skoklosters slott

Ett nålhus är en äldre typ av förvaringsdosa eller -hylsa för synålar som ofta bars som ett dräkttillbehör.
Vikingatidens nålhus bestod oftast av en vågrätt hängande cylinder med öppning i bägge ändar. i mitten satt en ulltuss som nålarna stacks in i. Under medeltiden hängde cylindern vanligen lodrätt och kunde även ha lock.
Nålhus har fortsatt att förekomma i kvinnodräkten i ålderdomliga folkdräkter, bland annat i Skåne och Dalarna och i samiska folkdräker ända in i modern tid. Sentida nålhus har oftast ett rektangulärt långsmalt tvärsnitt.